# 東方三博士の礼拝 (トット・シント・ヤンス)
『東方三博士の礼拝』（とうほうさんはかせのれいはい、蘭: De aanbidding van de koningen、英: The Adoration of the Magi ）は、初期ネーデルラント派の画家ヘールトヘン・トット・シント・ヤンスが1480–1485年ごろに板上に油彩で制作した絵画である。『新約聖書』「マタイによる福音書」(2:1-12) に記述されている「東方三博士の礼拝」を主題としている。作品は、1904年以来アムステルダム国立美術館に所蔵されている。なお、本作の来歴は1904年の美術館による購入時にまでしか遡れない。トット・シント・ヤンスへの帰属については1909年までには疑義が呈され、帰属は一時見直されていた。しかし、現在、アムステルダム国立美術館は技術的調査に加え、トット・シント・ヤンスの工房や助手については何も知られていないことによりトット・シント・ヤンスへ帰属を保持している。

## 作品
作品は、贈り物を携えている三博士 (マギ) を表している。メルキオール王 は幼子イエスの前に跪き、金貨の贈り物を捧げているところが描かれている。彼が外した王冠は足元に置かれている。彼の背後には、王冠を頭の後ろに下げているカスパール王 が侍従から乳香の贈り物を取って、捧げようとしているところである。左には黒人の王として表されたバルタサール王 がまだ王冠を被った状態で、没薬の入った球体の容器を持っている。背景には、三博士のそれぞれの随行者たちが彼らの頭上に見える。かくして、三博士は前景に表されているだけでなく、背景にもアフリカ、ヨーロッパ、アジアの3つの方角からの随行者とともに再び小さく表されているのである。
X線検査によると、下絵は元来、ヨーロッパからの随行者たちがメルキオール王を馬に乗せていたことを示しているが、馬は後にヒトコブラクダに変更された。これは驚くべきことである。というのは、「東方三博士の礼拝」の絵画では、ラクダはメルキオール王ではなく、エチオピア (しばしば、アフリカ全体を象徴する）から来たといわれたバルタサール王の随行者を表すものだからである。

## 関連作
本作は、様式的類似性にもとづいてトット・シント・ヤンスに帰属される3点の『東方三博士の礼拝』のうちの1点である。ほかの2点は、クリーヴランド美術館とスイスのヴィンタートゥールにあるオスカール・ラインハルト・コレクションに所蔵されている。なお、トット・シント・ヤンスに帰属されるプラハの『三連祭壇画』の中央パネルにも「東方三博士の礼拝」が描かれている。ほかの2点の『東方三博士の礼拝』とともに、本作はベルリン絵画館にあるフーゴー・ファン・デル・グースの『モンフォルテ祭壇画』にもとづいている。しかし、本作はほかの2点とは異なり、左右が逆向きになっている。

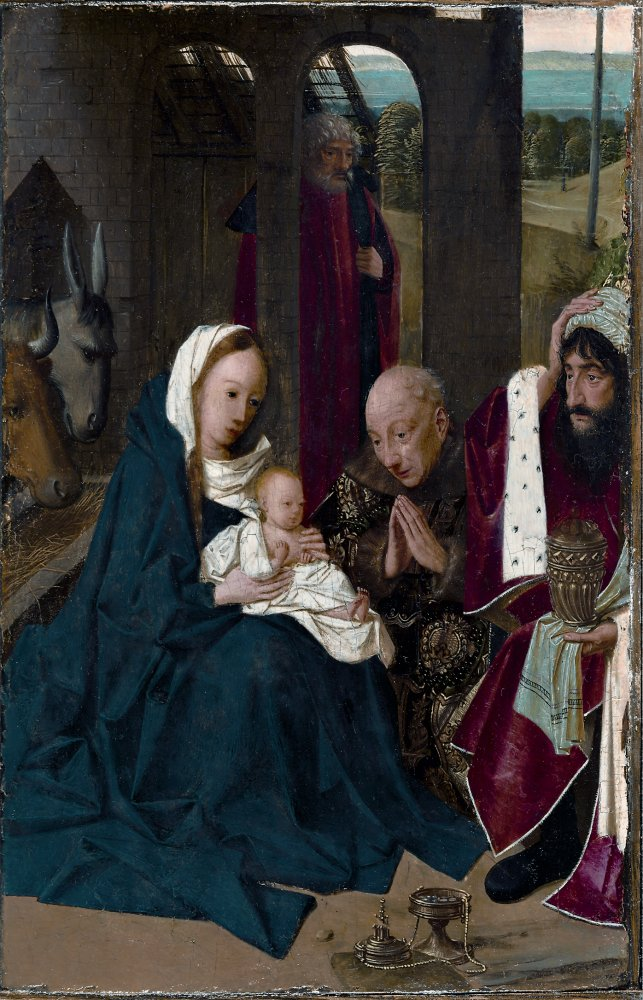
ヘールトヘン・トット・シント・ヤンス『東方三博士の礼拝』、クリーヴランド美術館
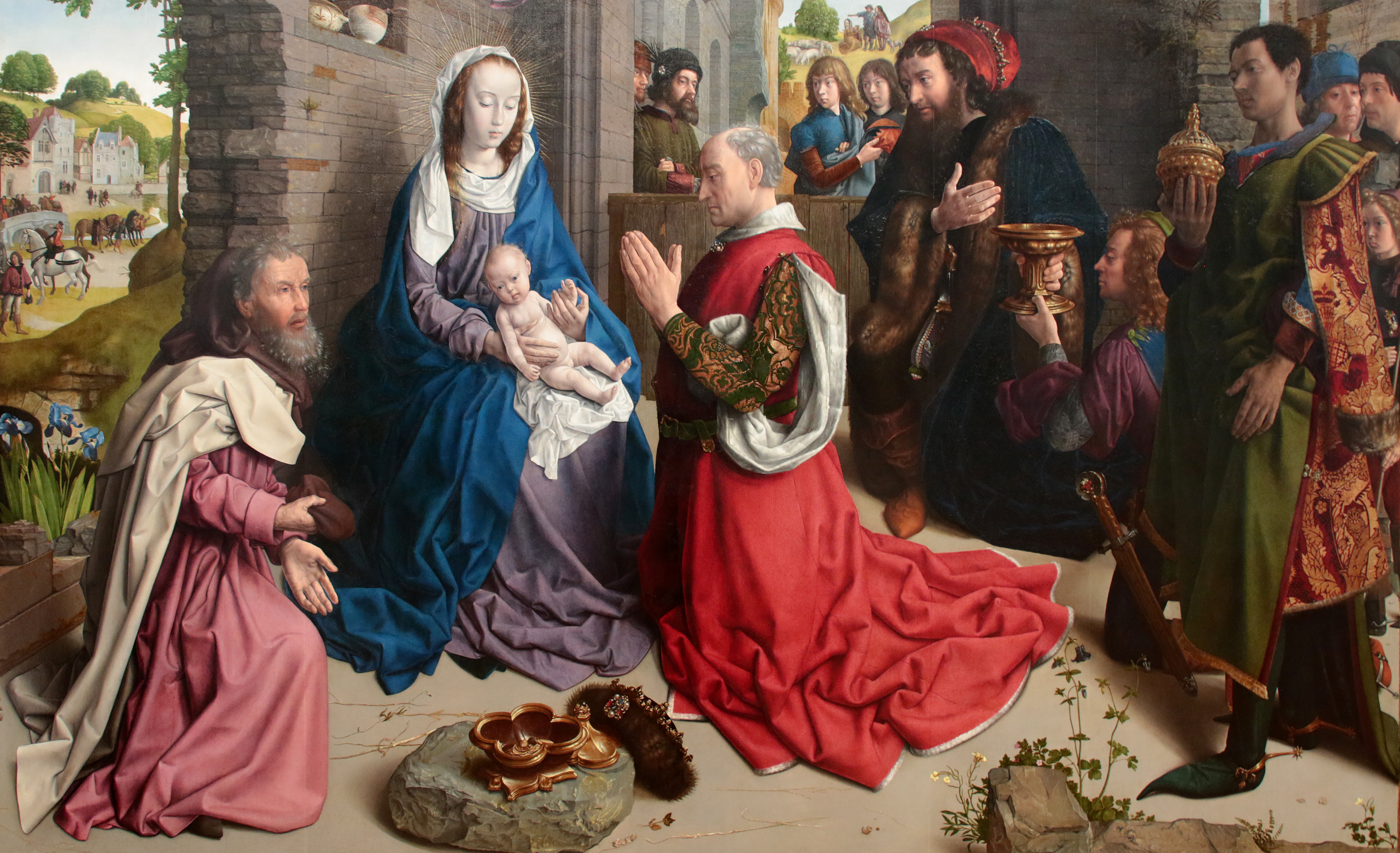
フーゴー・ファン・デル・グース『モンフォルテ祭壇画』、ベルリン絵画館
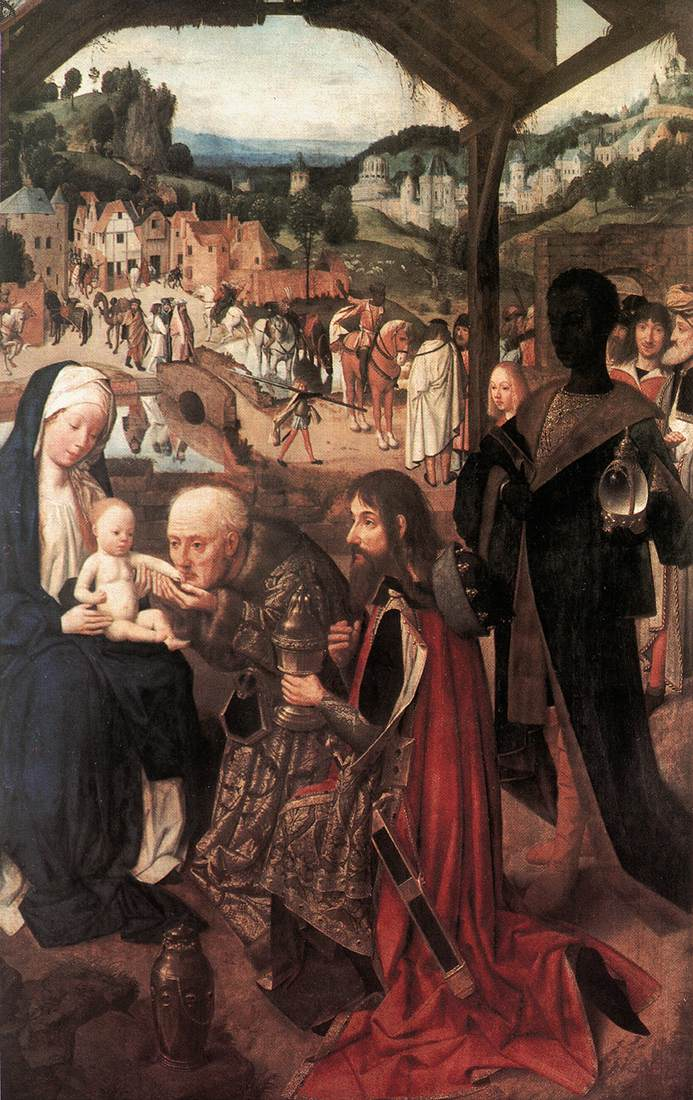
ヘールトヘン・トット・シント・ヤンス『東方三博士の礼拝』、プラハ国立美術館